# Bertha Tammelin
Bertha Carolina Mathilda Tammelin, née Bock (21 mars 1836 - 2 janvier 1915) est une actrice, mezzo-soprano, pianiste, compositrice et professeur de théâtre suédoise.

## Biographie
Bertha Tammelin nait le 21 mars 1836 à Stockholm. Sa mère est Karolina Bock (en)  et son père est Carl Bock, musicien du Kungliga Hovkapellet. Elle fait ses études de théâtre à la Dramatens elevskola de 1853 à 1855 et elle est embauchée à l'Opéra royal de Suède et au Théâtre dramatique royal en tant que première actrice en 1856. 
Elle chante dans opéras tout en jouant également dans des pièces de théâtre. En tant qu'actrice, son rôle le plus remarqué est celui d'Ingrid dans Bröllopet på Ulvåsa de Frans Hedberg (en), et en tant que chanteuse, celui de Puck dans Oberon.
Elle était également musicienne. Elle donne des concerts de piano dès l'âge de quatorze ans. 
Elle était également compositrice. Plusieurs de ses œuvres font partie de la collection Det sjungande Europa (« L'Europe qui chante »). 
Elle devient en 1879 professeur de musique à l'Académie royale suédoise de musique et, en 1889, elle est nommée professeur d'art dramatique à l'Académie royale de formation dramatique. Elle donnait également des cours privés. Elle a eu, entre autres, comme élèvres Ellen Hartman (en) et Ebba Lindkvist (en).
Bertha Tammelin a eu toute sa vie des problèmes de vision qui se sont aggravés et qui l'ont poussée à prendre sa retraite. Elle apparait pour la dernière fois sur scène le 7 mars 1884.
Elle a épousé le comptable Filip Tammelin en 1873. 
Elle reçoit le prix Litteris et Artibus en 1885.
Elle meurt le 2 janvier 1915.